# Istoria parohiei din Leșu
Leșu este o comună în județul Bistrița-Năsăud, Transilvania, România. Se află în partea de nord-est a județului și se compune din satele Leșu-sat și Lunca Leșului. Populația comunei era în 2002 de 3003 locuitori.

## Cadrul general

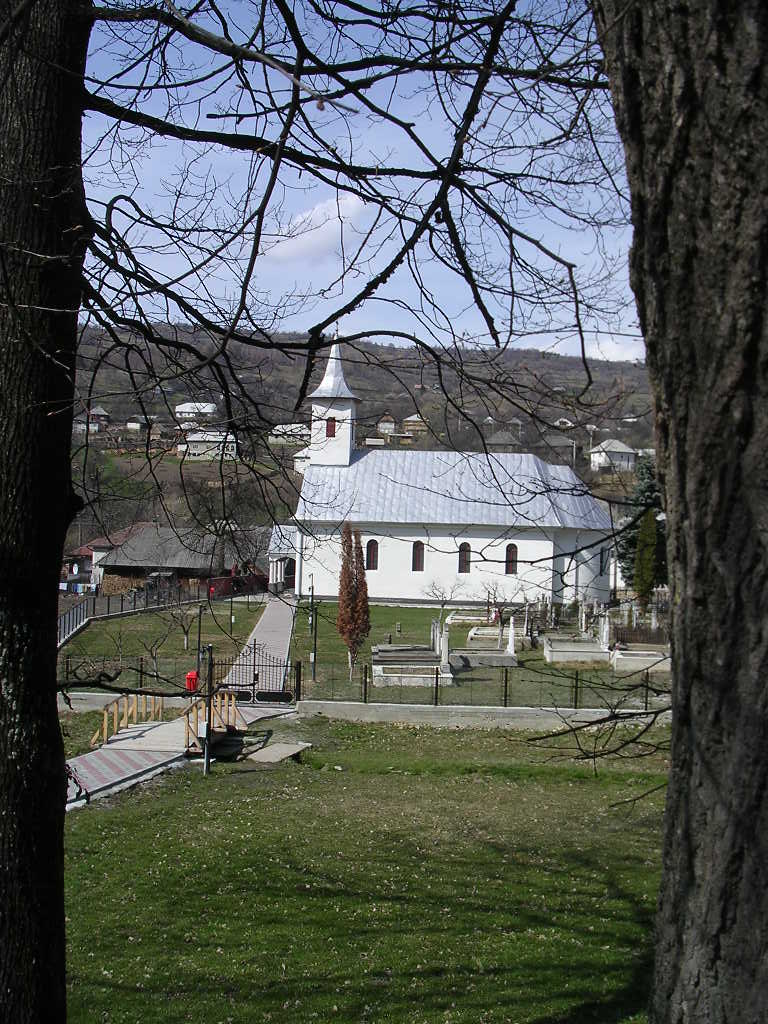
Biserica cu hramul "Sf. Cosma și Damian" din Leșu, veche ctitorie greco-catolică ridicată în anul 1853 (foto 2024)

Constituirea primului nucleu al satului se petrece în a doua jumătate a secolului al XVI-lea, iar prima atestare documentară a localitătii datează din 1603.Acești primi leșeni erau ortodocsi si se aflau sub jurisdicția Mitropoliei Ortodoxe a Transilvaniei, în fruntea căreia se găseau în epocă mitropoliții ce își aveau reședința c\nd la Geoagiu de Sus, la Lancrăm sau la Alba-Iulia. Districtul Bistrița se afla în 1615 sub jurisdicția directă a episcopului de Vad, la acea vreme, cu numele de Teofil. Peste două decenii episcopia de Vad avea să-și înceteaze activitatea. Pentru istoria românilor până în epoca modernă este de neconceput constituirea unei comunități de locuire fără constituirea concomitentă a unei comunități religioase.

## Primele secole de viață bisericească
O primă mențiune despre numele primilor preoți cunoscuți în Leșu este făcută pe vremea parohului greco-catolic Anton Mălai, pe la mijlocul secolului al XIX-lea, într-o însemnare publicată mai târziu de vicarul unit al Rodnei și protopop la Năsăudului, Pr. Ștefan Buzilă. Acesta  afirmă că a primit-o la rândul lui în 1912 de la preotul Dănilă din Rodna, nepot al preotului Dănilă Mălai, paroh unit în Leșu (1805-1840), însemnarea fiind copiată de preotul rodnean de pe o carte veche, ce a primit-o de la fătul bisericii din sat, pe nume Ioan Pop. Din această însemnare aflăm că primul preot al leșenilor a fost popa Sava, adus din “Țara Leșească” (Polonia de azi), la zece ani după ce, în 1620 cinci familii venite tot din acea țară a leșilor (polonezi sau mai degrabă ruteni) au întemeiat satul. Cel care a făcut însemnarea specifică susține că preotul Sava a adus cu sine cărți rusești, și a slujit în limba rusească (rusină sau ruteană).  Cărțile în cauză au stat mult timp în patrimoniul bisericii din Leșu.
Mai târziu, la mijlocul secoului XX, parohul greco-catolic al Leșului, Pr. Anton Coșbuc, își exprima anumite îndoieli față de veridicitatea acestor mărturisiri, atestate într-un fel le bătrânii satului, dar ale căror origini sunt puse pe seama scrierilor din timpul preotului  Anton Mălai. Atribuirea unei origini leșești preotului Sava, este pusă de Părintele Anton Coșbuc pe seama ignoranței autorului respectivei însemnări, care nu ar fi cunoscut realitățile bisericești din vechime, când limba slavonă era limba oficială în biserica românilor precum era în cancelariile domnești,  iar mai apoi și textele românești vor fi scrise cu caractere slavone. Cărțile, pe care cel ce a făcut însemnarea le considera “rusești”, erau de fapt “manuscrise slavo-române, ieșite din pana călugărilor moldoveni și cumpărate de judele Grigore Gălan din Leșu, pe la sfârșitul secolului al XVII-lea”.Prezența presupuselor cărți “rusești” în biserica de Leșu nu impunea deci prezența unui preot străin care să slujească după ele, faptul fiind obișnuit pentru comunitățile pravoslavnice de atunci, cum era cea a leșenilor
Nu este pomenit aici popa Andreica, care apare într-un document din 1642. Popa Andreica este primul preot despre care putem afirma fără rezerve că a slujit în satul Leșu in prima biserica a satului.
Faptul că la 1642 este menționat într-un document oficial popa  Andreica, presupune existența unei biserici în Leșu. Preotul Andreica trebuia să slujească într-un lăcaș sfânt consacrat, iar la sfârșitul veacului, judele Grigore Gălan cumpăra cărți de cult pentru această biserică. Prima biserică din Leșu este așadar construită de localnicii de atun, în vechea vatră a satului, numit ”Fața din Jos” (teren aflat azi în proprietatea familiei Persecă, unde fost și primul cimitir al leșenilor, în care se mai păstrează azi câteva din vechile cruci). Dacă la 1640, Leșu avea vreo zece gospodării, cu o biserică ce trebuie să fi avut dimensiuni destul de reduse, pe la 1687 numărul lor va crește la 25, pentru ca în 1695 să fie înregistrate doar 11. În vremea în care mitropoliții Transilvaniei Sava Brancovici sau Varlaam se opuneau mai mult sau mai puțin calvinizării românilor pravoslavnici sau cereau scutiri pentru preoțimea valahă, credincioșii dintr-o umilă așezare din Valea Rodnei reușeau să construiască o comunitate pentru pentru propășirea lor materială și spirituală. 

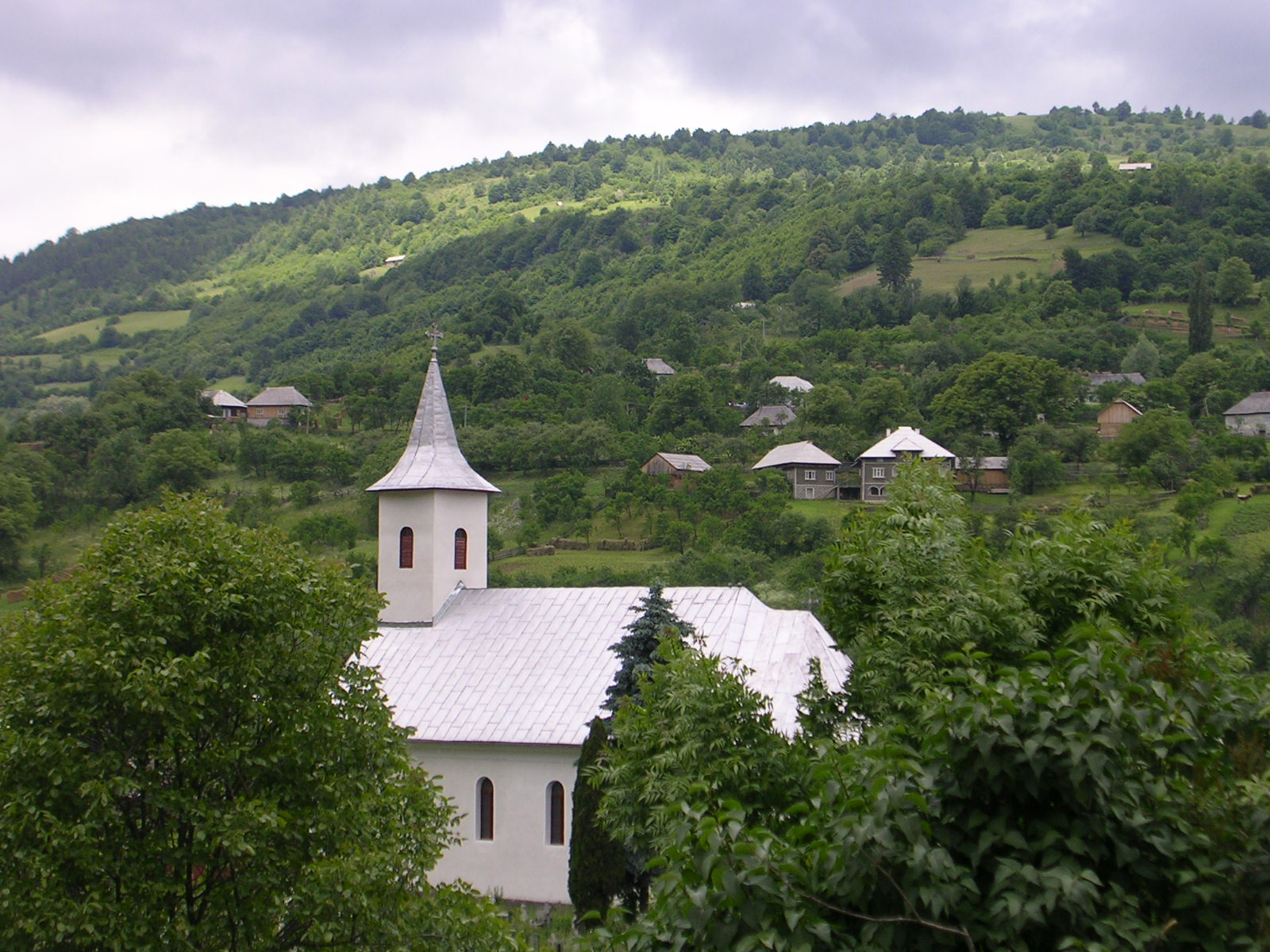
Biserica din Leșu "Sf. Cosma și Damian" (foto 2005)

La un număr de ani după construirea vechii biserici (azi, dispărută) au avut loc lucrări de înnoire a lăcașului de cult, despre care face mențiune în însemnarea publicată de vicarul foraneu greco-catolic al Năsăudului, protopopul Ștefan Buzilă, că numitul Grigore Gălan fiind ctitor al noii biserici din Leșu. Grigore Gălan era jude în Leșu la 1691,  conform dedicației în slavonă de pe Evanghelia pe care a cumpărat-o în anul respectiv pentru biserica din Leșu. Astfel, sunt amintiți aici judele Grigore Gălan cu soția sa Melentiana, împreună cu feciorii lor Mirna, Flore și Ioan, ultimul fiind cel care va ajunge preot în sat. La conscripția din 1711, în Leșu erau 36 de gospodării, iar localnicii aveau 30 de boi, 35 de vaci, 21 de cai și 396 de oi. Grigore Gălan avea singur 12 boi, 16 vaci, 15 cai, 200 de oi. Averea sa nu era depășită de nici un gospodar din celelalte sate de pe Valea Rodnei. 
În Conscriptio Popporum Valachicorum in depertinentia Bistriciensi Anno 1714, documentul redactat de magistratul bistrițean la 11 aprilie 1714, este atestată prezența în Leșu a doi preoți. Numele lor nu sunt date, dar se precizează că unul dintre ei locuia în casa parohială și amândoi lucrau pământuri proprii, supuse dării. Leșenii reușiseră așadar să construiască la începutul secolului al XVIII-lea, sau poate chiar mai devreme, o casă parohială pentru preotul lor.
Preoții leșeni ce au urmat de-a lungul secolului al XVIII-lea sunt aproape toți descendenți ai judelui Grigore Gălan. Fiul cel mai mic al bîtrânului jude, Ioan Gălan, este primul preot din neamul Gălăneștilor, cea mai importantă familie din sat în secolul al XVIII-lea. El este amintit în conscripția realizată de episcopul unit al Făgărașului, Ioan Inocențiu Micu-Klein în anul 1733, la ordinul comisiei instituite de împăratul Carol VI pentru cercetarea cauzei clerului și locuitorilor români. În Leșu sunt menționați astfel doi preoți, Ioan Gălan și George Mâț, cu averile lor personale și cu clejie bisericească (fânațe de cinci care de fân). Conscripția din 1733 oferă date prețioase despre statutul preoților, care au fost înscriși ca uniți sau neuniți.

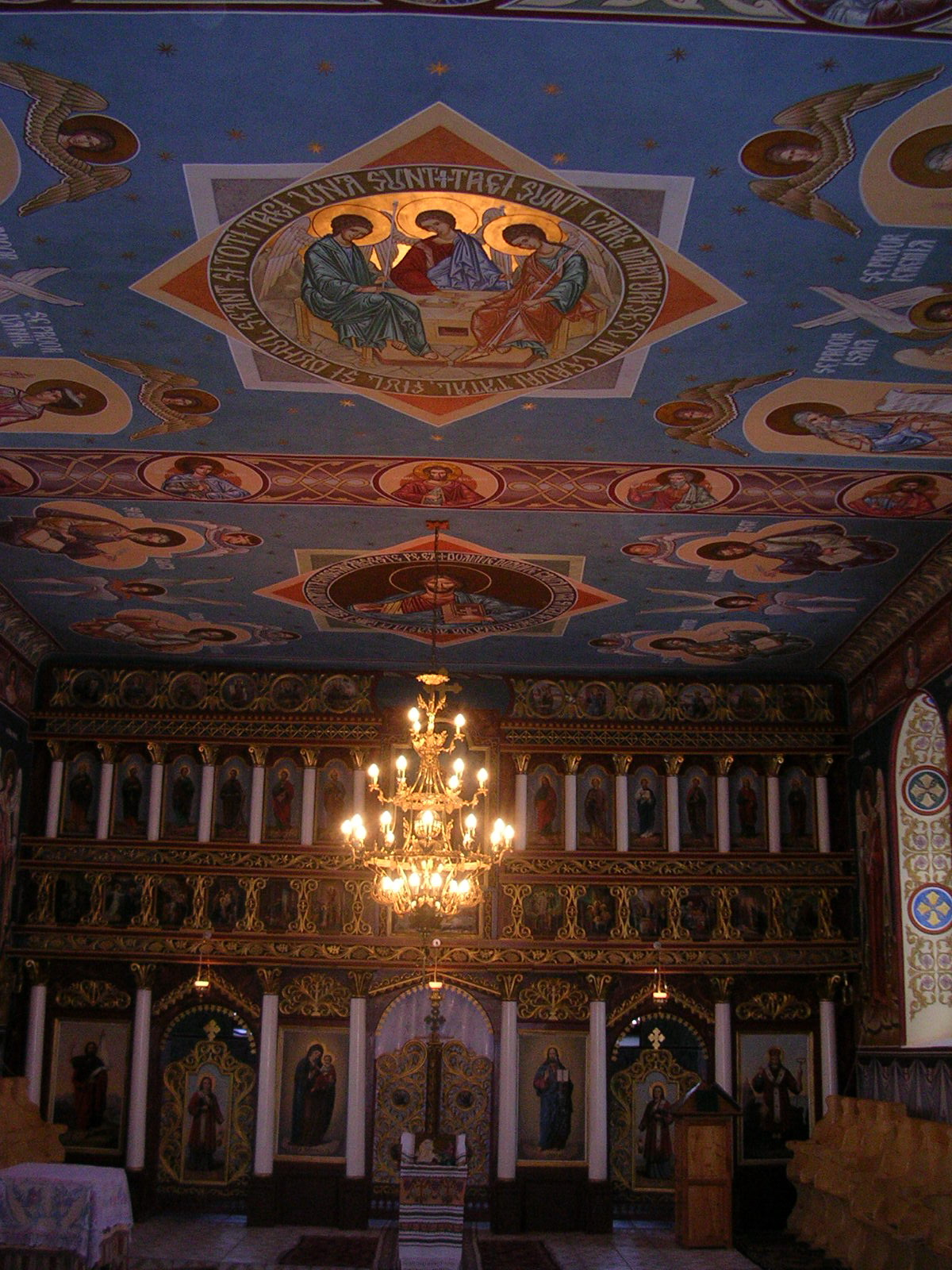
Biserica parohială "Sf. Cosma și Damian" - interior 2005

## Secolul al XVIII-lea
Declarația de Unire cu Biserica Romei pe care o semnează mitropolitul Atanasie Anghle la 7 aprilie 1701, aduce întreaga Mitropolie a ortodoxă a românilor din Ardeal sub ascultarea canonică a vechii Bisericii Romane. 
Ortodocșilor nu li s-a permis să aibă episcop in Ardeal până în anul 1761.  Timp de 60 de ani românii transilvăneni care n-au acceptat unirea au fost obligați să-și hirotonească preoții cel mai adesea la episcopii de peste munți, din Moldova, Țara Românească sau Maramureș. În acest context neprielnic, preoții leșenilor au mers în Maramureș pentru a primi hirotonirea de la un episcop ortodox. Din conscripția preoților români din 1733 aflăm că Ioan Gălan și George Mâțu au fost hirotoniți de episcopul ortodox Dosoftei din Maramureș, cândva înainte de 1725. Ioan Gălan și George Mâț au fost hirotoniți preoți ortodocși cândva între 1718 (când Dosoftei ajunge episcop) și 1725. Cel de al doilea termen e determinat de o altă mențiune care se face în conscripția de la 1733.
În acest context neprielnic, preoții leșenilor au mers în Maramureș pentru a primi hirotonirea de la un episcop ortodox. Din conscripția preoților români din 1733 aflăm că Ioan Gălan și George Mâțu au fost hirotoniți de episcopul ortodox Dosoftei din Maramureș, cândva înainte de 1725. Ioan Gălan și George Mâț au fost hirotoniți preoți ortodocși cândva între 1718 (când Dosoftei ajunge episcop) și 1725. Cel de al doilea termen e determinat de o altă mențiune care se face în conscripția de la 1733.
În 1744 au loc tulburări în Transilvania în urma predicilor călugărului ortodox Visarion Sarai, care le cerea românilor să-I alunge pe preoții uniți. După întemnițarea lui Visarion, o amplă mișcare de întoarcerea la Ortodoxie l-a avut în frunte pe călugărul Sofronie de la Cioara. Răscola lui Sofronie de la Cioara și revenirea în masă la Ortodoxie a românilor ai căror preoți acceptaseră unirea, zădărnicea planurile autorităților habsburgice de catolicizare a românilor ardeleni. 
Pentru a rezolva situațiile create de conflictele legate de unirea cu Roma a fost instituită o comisie care să realizeze o anchetă asupra stării religioase a națiunii valahe și asupra tendințelor pe care le avea populația românească. Gestionarea acestei probleme a fost încredințată baronului austriac generalul Adolf von Buccow, cel care înnăbușă răscoala călugărului Sofronie și distruge mănăstirile românești din Ardeal.. Comisia care avea misiunea să cerceteze situația românilor din Districtul Bistriței în 1761 a consemnat în procesul verbal situația de la Leșu: “În prezența comisarilor și a preotului Artene Tohati ca reprezentant al protopopului sătenii declară, că biserica a fost clădită de strămoșii lor înainte cu 200 de ani. Despre unire au auzit numai înainte cu un an, și ei nu știu alta decât că își au preoții cu cari au crescut și pe care totdeauna i-au ținut de adevărați preoți aparținători bisericii vechi grecești. Binefăcători au dăruit eclesiei patru pământuri de 6 care de fân. Declară toți că vreau să rămână la vechea religiune grecească. Preoții Gălan, Savul, Hurdieș, Partene Gălan, Cozma și diacul Grigoraș se declară uniți”. 
Acest document arată lipsa de relevanță pentru leșeni a etichetei de “uniți” pe care au acceptat-o preoții. Locuitorii Leșului au auzit de unire abia în urmă cu un an (deci în 1760, la 35 de ani după ce preoții, dorind să aibă și ei “privileghiomuri”, au aderat formal la unire). Puși să declare cărei confesiuni aparțin, leșenii “declară toți că vor să rămână la vechea religiune grecească (ortodoxă)”. Prezența reprezentantului greco-catolic, în cazul de față Artene Tohati, era o practică obișnuită în activitatea comisiei, menită să intimideze preoțimea valahă care ar fi dorit să nu adereze la unire. Situația pe care comisia o consemnează înj Leșu e generală pentru satele românești din districtul Bistriței, care doresc să rămână la “legea” lor veche . Deși cifrele au fost modificate în avantajul uniților, iar la nivel local s-au făcut presiuni ca românii să se declare uniți, în întreaga Transilvanie sunt înregistrate 13.267 de familii de uniți și 127.712 familii de ortodocși. Satele bistrițene au fost înscrise abuziv în rândul celor unite. Generalul Bukow a reacționat violent la vestea că românii din ținutul Bistriței nu vor să primească unirea, îngrozindu-l pe episcopul romano-catolic Bajtay: “M-am cutremurat la propunera Excelenței Sale, Domnului baron de Bukow, care voia să detașeze un corp de 2000 soldați regulați contra districtului amintit, pentru a-i masacra pe toți, fără de a separa pe cei culpabili, de cei nevinovați”. În cele din urmă, în zona noastră nu s-a ajuns la asemenea excese și din cauza climatului tensionat determinat de revolta românilor din districtul bistrițean față de abuzurile sașilor bistrițeni, care începuse în 1755.

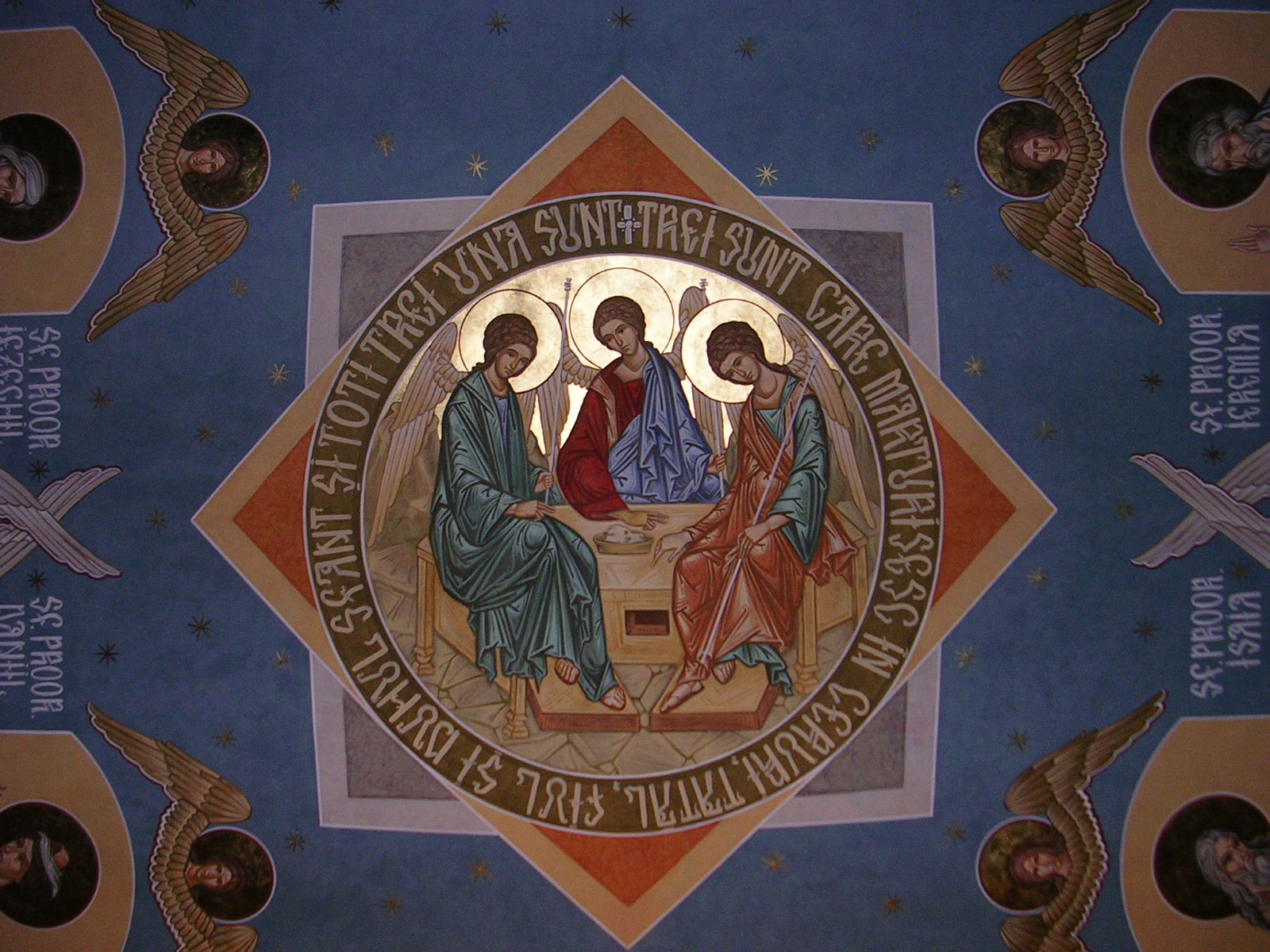
Sf Treime - Pictura in Biserica Sf. Cosma și Damian 2005

Preoții menționați în 1762 sunt cei trei fii ai preotului Ioan Gălan, Sava, Cosma și Artene, alături de ei fiind și preotul George Hurdiș. Acesta din urmă este pomenit și în 1777. Se mai știe despre el că avea o bisericuță de nuiele “în deal la Hurdiș”, astăzi proprietatea familiei Rauș. Tradiția locală îl prezintă pe George Hurdiș ca preot-călugăr, bisericuța sa fiind singura vatră sihăstrească despre care avem cunoștință în hotarul Leșului. După moartea ieromonahului bisericuța a ars. Anton Coșbuc afirma că a trăit izolat de ceilalți preoți și neamestecându-se în treburile comunei.
Preotul Sava Gălan a fost primul hirotonit dintre frații săi, slujind o vreme împreună cu tatăl său, așa cum indică pomelnicul bisericii din Leșu la care am mai făcut referire, în care sunt pomeniți erei Ioan și eri Sava. Este pomenit la morți în 1810 între rudele lui Grigoraș Solcan. A murit înainte de 1790. Descendenții săi au fost numiți Săveni, iar în matricolele parohiei apar cu numele de familie Savu. Fiul său Alexa Savu a murit în “bătaia cu burcușii” (borușii), războiul dintre Austria și Prusia din 1779., alt fiu Greasin Savu a murit în “harțu Frâncilor” din 1809, iar un al treilea fiu, Larion Savu, făt în Leșu, a participat la toate campaniile dintre 1793-1814.
Preotul Cosma Gălan este pomenit prima oară în 1750, pe când era numai diac, ca și fratele său Grigoraș. Împreună cu frații săi și George Hurdiș au fost martori unei schimbări importante în istoria satului, militarizarea, ca urmare a includerii satului în Regimentul II grăniceresc. Militarizarea satului, odată cu impunerea unirii religioase, a adus și regularizarea satului, importanță dobândind acum malul stâng al Leșului unde sunt strămutate un număr de gospodării și unde se instalează instituțiile satului. 

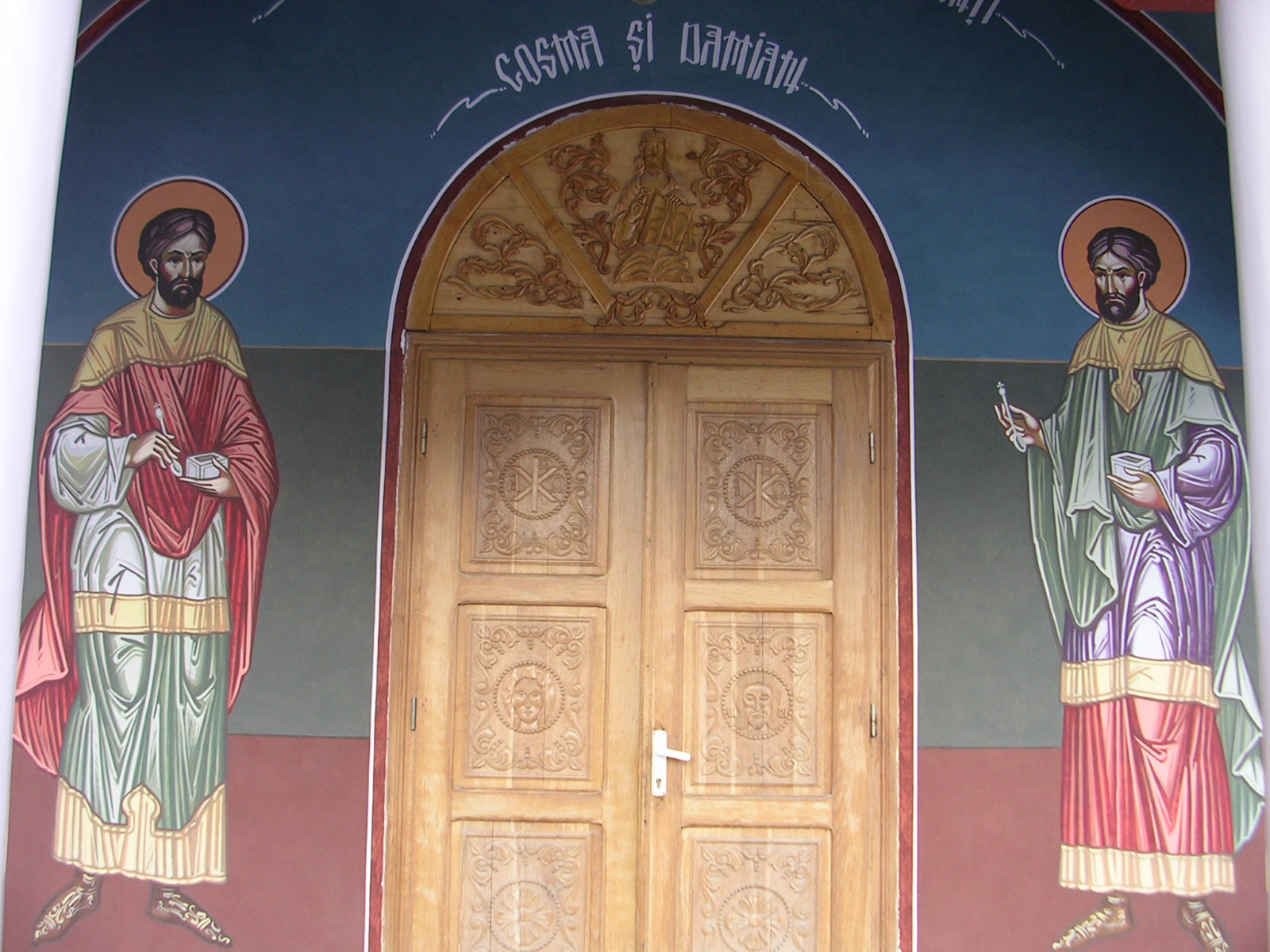
Sfintii Mucenici, doctori fără de arginți - Cosma și Damian - ocrotitorii bisericii din Leșu (încă din secolul al XVII-lea, când au fost aleși ca ocrotitori ai primei bisericuțe din lemn a leșenilor)

Anul 1763 în care Leșu era în pragul acestor transformări istorice, era anul în care grănicerii năsăudenii s-au răsculat în frunte cu Tănase Todoran din Bichigiu în vârstă de peste 100 de ani împotriva unirii religioase și a impunerii regimului militar, fără garanții în ceea ce privește drepturile grănicerilor. Leșenii erau între grănicerii care i-au pus pe fugă pe generalul Bukow și pe episcopul unit Petru Pavel Aron, veniți să participe la ceremonia care consfințea succesul lor în plan militar și religios .
Regularizarea satului a impus peste două decenii stămutarea bisericii de pe Față în noul centru al comunei. Strămutarea s-a făcut în 1785. Biserica a fost reclădită în ograda de astăzi a bisericii, pe locul marcat azi de piciorul Sfintei Mese, care se păstrează și de două cruci vechi de piatră, care marchează colțurile vechii biserici de lemn a leșenilor. În anul următor s-a ridicat iconostasul. Din secolul al XVIII-lea se păstrează un Triod tipărit în tipografia Popii Stoica din București în 1747 și cumpărat în 1762 de Gavrilă Văla și un Pentecostar “din zilele Prea Înălțatului D(o)mnu Mihai Racoviță Voevodu” . Aceste tipărituri folosite la cultul divin în Leșu, demonstrează persistența legăturilor cu românii ortodocși de peste munți, în ciuda rupturii prin acceptarea formala a unirii religioase.
Dintre preoții Gălănești amintiți în 1761, cea mai importantă activitate pusă în slujba sătenilor săi a desfășurat preotul Artene Gălan. S-a născut în 1715 și e ultimul dintre preoții care n-au avut ocazia să frecventeze școalele năsăudene. În vremea militarizării s-a stabilit hotarul comunelor grănicerești prin întrunirea unor comisii, la care delegatul leșenilor a fost popa Artene, unit, “un om iscusit și gazdă mare”. Popa Artene a obținut pentru leșeni Piciorul Oancului care era revendicat de o familie din Borșa, leșenii folosind muntele doar prin arendă. Popa Artene a prezentat muntele ca fiind o veche proprietate a leșenilor, fapt pentru care și toamna târziu singurele turme care pasc muntele sunt ale leșenilor. Preotul trimisese păcurarii leșeni pe munte, tocmai pentru a obține un argument solid în disputa cu borșenii. Istoria implicării preotului Artene în aceste dispute are și o latură anecdotică. În acest registru poate fi plasată tradiția locală care spune că un borșan l-a pălmuit pe preot, acuzându-l că ar fi mințit când a spus că leșenii încă mai pasc oile pe munte. După ce borșenii sunt puși în fața evidenței, preotul se adresează celui ce l-a lovit: “M-ai lovit pe nedreptul și ai vătămat față bisericească, dar eu nu cu palma ci numai cu cușma te-oi lovi și te-a bate mânia Tatălui”. Borșanul cade lovit de cușma popii, în care acesta pusese o piatră. Preotului Artene îi e atribuit meritul de a fi obținut pentru leșeni muntele Heniu, care aparținuse comunei Ilva-Mică, și a Muncelului pentru care leșenii erau în dispută cu cei din Prundu Bârgăului, cei din comisie caraterizându-l ca fiind “un om cam de 80 de ani, foarte prețuit de săteni pentru onestitatea sa ”. Dintre Gălănești sunt numeroși ctitori și donatori ai bisericii din Leșu, pomeniți de Anton Coșbuc.
Din secolul al XVIII-lea se păstrează un Triod tipărit în tipografia Popii Stoica din București în 1747 și cumpărat în 1762 de Gavrilă Văla și un Pentecostar “din zilele Prea Înălțatului D(o)mnu Mihai Racoviță Voevodu” . Aceste tipărituri folosite la cultul divin în Leșu, demonstrează persistența legăturilor cu românii de peste munți, în ciuda diferențelor (formale) religioase.
Preoții din familia Gălan au reprezentat o adevărată dinastie preoțească a Leșului, fenomen des întâlnit la românii ardeleni. Preoții valahi erau rareori școliți, cunoștințele lor constând cel mai adesea în capacitatea de a citi din cărțile de cult. 
O importantă transformare din acest punct de vedere a însemnat păstorirea credincioșilor leșeni de către preoții din familia Mălai. Familia Mălai, amintită prima dată în Leșu în conscripția din 1750, era una din familiile care se impun în comună la sfârșitul secolului al XVIII-lea și care vor domina istoria locală în secolul următor.
.

### Preoții Mălăieni
Primul preot din această familie a fost Dănilă Mălai (1804-1840). S-a născut în 1770 și a studiat la Institutul militar din Năsăud. A fost dascăl la “Jâna pe Olt” Jina. S-a căsătorit cu Maria (Crișcuța), fiica preotului unit Dumitru Anton din Năsăud. Se pare că a fost dascăl în Năsăud între 1797-1804. După moartea preoții din Leșu, a fost îndemnat de socrul său să meargă la Blaj, unde a fost hirotonit, iar în 1805 a fost numit preot în Leșu. În 1835 Leșu figurează printre parohiile decanatului și vicariatului Rodnei, condus de Ioan Mărian, păstorit de preotul Daniel Mălai, care are în grijă 598 de suflete.
Având experiență de dascăl, preotul Dănilă Mălai este cel care pune bazele unei școli sătești, făcând educația religioasă a copiiilor în propria sa casă. Antecedente au existat și în secolul anterior, însă o veritabilă școală sătească, stabilă, se contura abia acum. Activitatea sa în acest sens va fi continuată de Anton, fiul său.

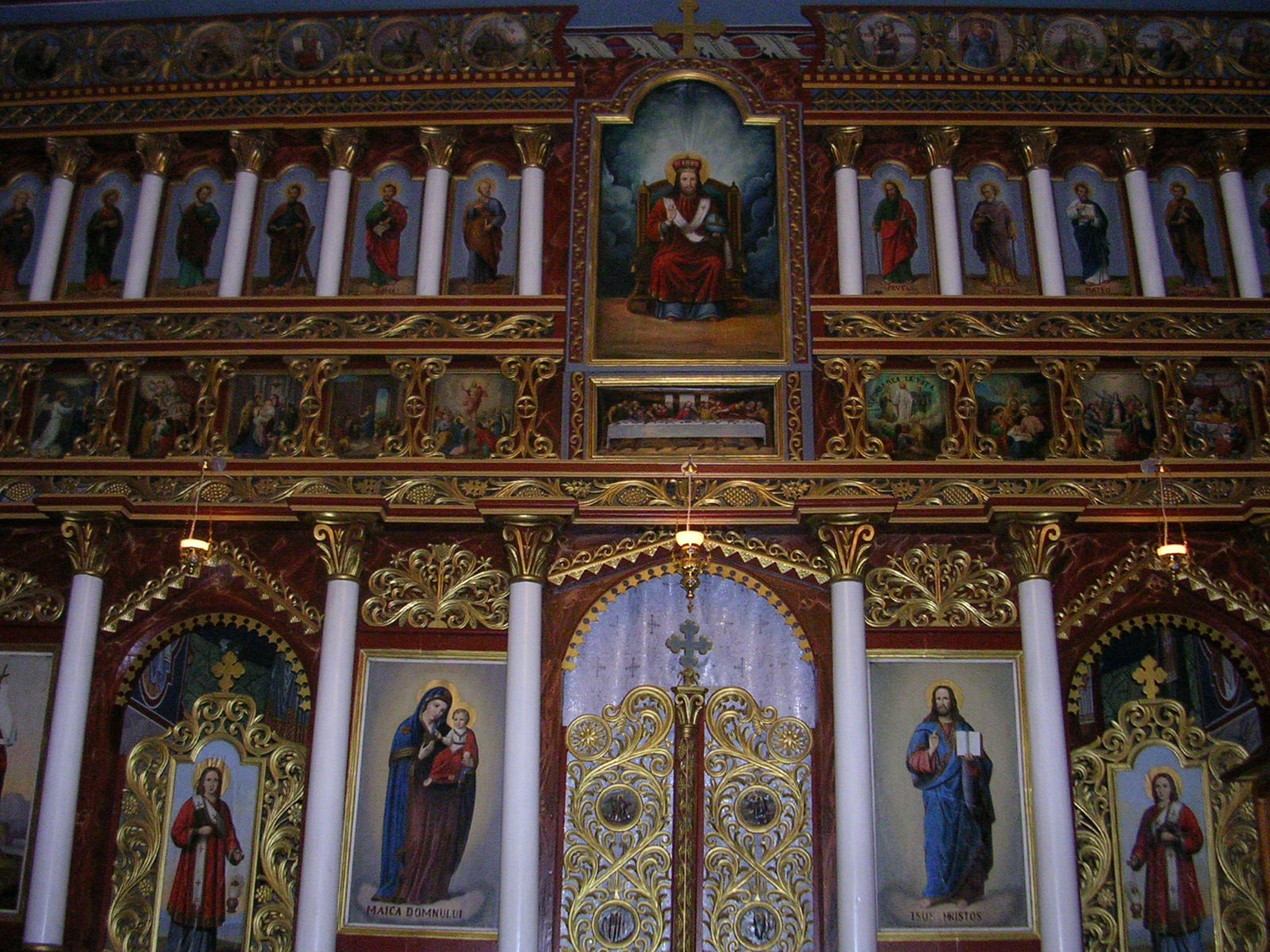
Iconostas

Preotul Anton Mălai îi urmează tatălui său. S-a născut în 14 ianuarie 1804 în Năsăud și a studiat la Școala normală confesională din oraș(vechea Preparandie greco-catolică, mutată ulterior la Gherla unde, din 1855 era și sediul Episcopiei unite). A fost cantor și dascăl în Leșu, iar în 1832 preotul Dănilă cere ca fiul său să fie hirotonit “că până unde va putea să ție și dăscălia, care el acum de mulți ani, cu mare laudă și pentru puțină plată a purtat-o” . Era căsătorit cu fiica diacului din Măgura. Anton Mălai desăvârșește activitatea tatălui său în plan educativ, reușind să organizeze temeinic școala sătească din Leșu. În perioada 1837-1845  a primit de mai multe ori laude pentru educația religioasă a școlarilor. În 1839 a primit temporar administrarea parohiei greco-catolice din Măgura Ilvei.
Realizarea cea mai importantă a preotului Anton Mălai a fost construirea bisericii de piatră care înlocuiește vechea biserică de lemn a leșenilor, renovată în 1759 și mutată în 1785 în stânga Văii Leșului. Construcția bisericii a început în anul 1851 și lucrările au fost încheiate în 1854. Turla bisericii, din lipsă de fonduri, a fost improvizată din lemn. În vara anului 1854 biserica a fost consacrată Macedon Pop, vicar general al Episcopiei de Gherla. Lucrările au fost realizate prin efortul sătenilor, în fruntea lor lucrând personal popa Anton. Se pare că eforturile din acei ani i-au afectat serios sănătatea. Preotul Anton Mălai se stingea la 15 iulie 1857, de “boală de apă”.
Fiul preotului Anton Mălai, Ioan Mălai, avea să studieze la școala trivială din Sângeorz, școla normală din Năsăud, gimnaziul german din Bistrița, gimnaziul românesc din Blaj, pe care îl absolvește în 1865. În același an se înscrie, beneficiind de o bursă a Fondurilor grănicerești, la Facultatea de Filosofie din Viena, alegând specialitatea istorie și geografie, unde obține în 1869 Absolutoriul universitar. Devine profesor supleant la liceul din Năsăud, iar apoi titular, după obținerea doctoratului în specialitatea menționată, la Universitatea din Graz, în 1871. La puțin timp după pensionare, moare în 1903, necrologul fiind rostit de protopopul ortodox Grigore Pletosu, profesor coleg.
Cei trei reprezentanți ai familiei Mălai, pe care i-am prezentat sumar aici, sunt personalități ale Leșului care au contribuit esențial la profilul cultural al comunei în epoca modernă. Instituțiile fundamentale ale comunității, Biserica și Școala, se prezintă ca dezvoltări, în epoca dualismului austro-ungar, ale proiectului pe care l-au schițat preoții Mălăieni.
Între 1864 și 1871 este preot în Leșu Ioan Chita. Era fiul preotului Ioan Chita din Mintiu, la rândul său fiu al preotului Ilie Chita din Prislop. De la Ioan Chita, tatăl, a rămas o autobiografie în care există câteva referiri la fiul său, preot în Leșu. Preotul Ioan Chita din Leșu s-a născut în anul 1833. A studiat la școala bistrițeană a minoriților, apoi la gimnaziul din Cluj și la Blaj, “unde absolvând cursul moral în 2 ani, cu titula de cooperator în Bistriță, căsătorindu-se cu Rafila Bălan ex loco, așa 9 ani a fost cooperator lângă Maior Ioan, protopopul Bistriții” . Rafila Bălan era verișoară primară cu tatăl mitropolitului ortodox Nicolae Bălan. Căsătoria lor a avut loc în 1855. Hirotonirea preotului Ioan s-a făcut sub mitropolitul Alexandru Șterca Șuluțiu de la Blaj. A fost numit preot în Leșu unde rămâne până la moartea sa “căpătând morb din răceală”, în 1871. În timpul său este menționată existența casei parohiale. Preotul Ioan Chita a corespondat mereu cu tatăl său, primind astfel îndrumări în misiunea sa pastorală. Este înmormântat lângă biserică.

### Preotii Leon si Vasile Coșbuc

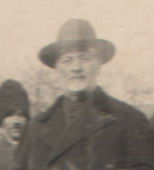
Preotul Vasile Coșbuc (preot in Leșu 1922-1949)

În 1872, Leon Coșbuc, născut în 1847, fiul preotului din Hordou, Sebastian Coșbuc, a fost numit preot în parohia Leșu. El va fi preotul leșenilor până în 1922.
Leon este fratele mai mare al poetului George Coșbuc, care obișnuia să-și petreacă câteva zile din vacanțele de vară la Leșu. Din această perioadă datează câteva încercări de versificare, printre care și poezia "Leșule, rău ca gioara".
În amintirile sale despre anii de școală la gimnaziul grăniceresc, când locuia în gazdă, la Năsăud, împreună cu George, Leon Scridon nota: “fratele poetului, preotul Leon din Leșu, știind că suntem mulți și dornici ne mai aducea și el din când în când câte o traistă de prescuri și câte o bărbânță de lapte acru; era un om bun și darnic, și cei mai mult încă, a trecut și el printr-o școală de aceasta”. În timp ce era student la Cluj, George îi scria tatălui său menționând că intenționa să ceară ajutorul “și badei Leon”. În martie 1884 George Coșbuc îi scria lui Ioan Slavici: “eu trăiesc din un stipendiu de 200 fl. din fondurile năsăudene: 16 fl. la lună și câte 5-6 fl. din când în când de la un frate al meu – atâta e totul!” . În 1908 George Coșbuc revenea în Transilvania și își vizita fratele la Leșu. La această vizită poetul îi aduce nepotului său, preotul Vasile, fiul lui Leon, un gramofon și plăci cu cântece românești. Acum ar fi stat de vorbă pe tema războiului de independență, cu țăranii Ilie Strugaru și Costan Scurtu. Învățătorul G. Ciocârlă afirma poetului îi plăcea să se plimbe pe ulițele retrase ale satului. La 30 august 1908 participă la sfințirea bisericii din Măgura, unde era paroh fostul său coleg, Zaharia Bulbuc, de unde pleacă direct la Leșu, însoțit de fratele său Leon. Aici Coșbuc îl descoperă pe Petrea Istrate, “cantor diplomat”, “un adevărat rapsod al satului”, tânăr și “iubitor de povești”, care avea în biblioteca personală toată Istoria românilor a lui Alexandru D. Xenopol, Iliada, în traducerea lui George Murnu, sau Odiseea. 
Preotul Leon, deși a avut șase copii, a găsit timp pentru sătenii săi, rămânând în memoria enoriașilor săi, ca un vrednic preot greco-catolic. A murit in 1922 și este înmormântat în cimitirul de pe Leș.
Preotul Vasile Coșbuc a absolvit Academia Teologică greco-catolică din Gherla și s-a căsătorit cu Valeria Rusu, fiica preotului unit din Mureșeni. A slujit mai întâi în parohia Parva. A venit ca preot în Leșu în 1919, bătrânul său tată mai trăind până în 1922. Memoria sătenilor ni-l prezintă ca un preot impunător, cu o mare autoritate, pe care a folosit-o în a-i orienta pe săteni, într-o epocă în care România interbelică cunoștea evoluții care erau puțin înțelese în mediul rural. În arhiva parohiei se păstrează evidențe riguros alcătuite, din care aflăm că preotul Vasile Coșbuc era implicat în orice acțiune care avea drept scop culturalizarea și promovare valorilor tradiționale ale satului românesc. Vizitele canonice ale vicarilor foranei Ștefan Buzilă sau Simion Pop (originar din Leșu), sau cea din 2 iulie 1938 a episcopului unit al Gherlei, dr. Iuliu Hossu (viitorul Cardinal), au consemnat buna rânduială și meticulozitatea preotului.
Preotul Vasile Coșbuc a fost contemporanul, nicidecum pasiv, al activității echipelor regale în Leșu. Personalități de marcă, prezente frecvent în Leșu timp de câțiva ani, precum sociologul Dimitrie Gusti sau folcloristul Constantin Brăiloiu, au poposit adesea în casa parohială, având în persoana preotului Vasile Coșbuc un sprijin permanent. Colaborarea preotului cu Reuniunea Mariană, care avea drept scop promovarea învățământului năsăudean, se înscrie în cadrul cultural general în care se desfășoară activitatea preotului leșean. A fost preocupat de educația religioasă a școlarilor leșeni, predând cu entuziasm și rigurozitate elemente de catehism și realizând periodic inscpecții catehetice. Din timpul preotului Vasile Coșbuc, biserica din Leșu un nou iconostas, despre care sătenii spun că a fost adus de la Viena.
În anii ’30 a existat ideea de a se construi o nouă biserică, lângă cea veche. Nu s-a ajuns însă la un acord, deși s-a propus ca ridicarea ei să se facă din vânzarea pădurii pe care o deținea parohia.
Prin preotul Vasile Coșbuc, în 1948, parohia Leșu redevine ortodoxă, odata cu desfiintarea Bisericii Greco-Catolice. Din motive de sănătate, în primăvara anului 1949, cere pensionarea. Va mai sluji alături de părintele Leon Leonte, până în 1954, când trece la cele veșnice, fiind înmormântat în cimitirul “de pe Leș”, de unde osemintele sale au fost ulterior strămutate în cimitirul bisericii.
Fiul preotului Vasile, Anton Coșbuc (1904-1971), îi datorăm cel mai complet studiu asupra istoriei bisericii din Leșu, de la începuturi, până în vremea preotului Anton Mălai, 
Comuna Leșu este amintită și într-un document emis de Comisia județeană Năsăud de verificare a membrilor Partidului Muncitoresc Român în 1949, printre comunele în care Partidul Comunist  a înființat greu organizații, datorită “elementelor dușmănoase: preoți, învățători, chiaburi. Instalarea la putere a regimului comunist a avut drept consecință directă pentru parohia Leșu, confiscarea a 60 de hectare de fânațe, păduri și teren arabil. S-a interzis, de asemenea predarea religiei în școală.

## Perioada recentă (1949-2006)
În urma pensionării părintelui Vasile Coșbuc, în 1949 este numit preot în Leșu Leon Leonte (1922-2002). Părintele Leon este reprezentantul unei veritabile dinastii de intelectuali leșeni, tatăl său, Leon, mama sa, Emilia, și bunicul său, Samson, fiind dascăli în Leșu. A absolvit Academia Teologică din Cluj. S-a căsătorit cu Emilia, învățătoare, din Josenii Bârgăului.
În anii ’50 prioritatea activității administrative a părintelui Leon a fost lucrarea de reparare a bisericii. Lucrările au constat în reparații exterioare și în modificarea configurației turnului bisericii, care este înălțat cu câțiva metri și este acoperit și învelit cu tablă. În ședința Consiliului parohial din 23 aprilie 1957 se discută pentru prima oară problema pictării și a podirii bisericii .
Prima pictură realizată în biserica de piatră din Leșu poartă semnătura profesorului Constantin Baltaru, din Dej.
Finalizarea lucrărilor a fost încununată de slujba de sfințire a bisericii, săvârșită de episcopul Vadului, Feleacului și Clujului, Teofil Herineanu, la 26 octombrie 1958. Sătenii l-au întâmpinat pe episcop la 2 kilometri înainte de intrarea în sat, Prea Sfințitul intrând în Leșu într-un car de șase boi, flancat de călăreți. Evenimentul a avut pentru leșeni semnificația de mare sărbătoare a satului.
În 1964 a fost deschis un nou cimitir, pe Ierboasa. În același erau finalizate lucrările la noua școală, ridicată pe grădina parohiei, printr-o decizie a autorităților comuniste. Între anii 1968-1970 biserica este acoperită integral cu tablă. În 1974 e realizată electrificarea bisericii. După câțiva ani în care s-a făcut colectarea fondurilor, în 1981 era instalat în turnul bisericii un nou clopot.
Recondiționarea a bisericii  se impunea, după câteva decenii în care nu s-au făcut lucrări serioase de înnoire, și au fost realizate cu sprijinul larg al credincioșilor, coordonat de Consiliul parohial, prezidat de părintele Leon. Prim curator în Consiliul parohial a fost Ion Căilean (bătrânul). După retragerea acestuia, pentru o perioadă de douăzeci de ani, prim curator al bisericii din Leșu este Simion Pop al lui Anton.
Părintele Leon Leonte era cunoscut în zonă și ca un renumit gospodar. S-a pensionat la cerere în 1985. A mai slujit alături de preotul Mircea Suciu până în martie 2001 (înmormântarea diacului Anton Bâgiu). A trecut la cele veșnice in  2002, fiind înmormântat lângă biserică.

### Preoții de azi ai leșenilor - Preotul Mircea Suciu și preotul Ioan Mugurel Urian

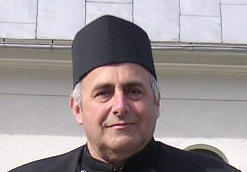
Preotul Mircea Suciu

Preotul Mircea Suciu s-a născut la 23 ianuarie 1951, în familia lui Maxim și Iftinia Suciu, din Leșu.

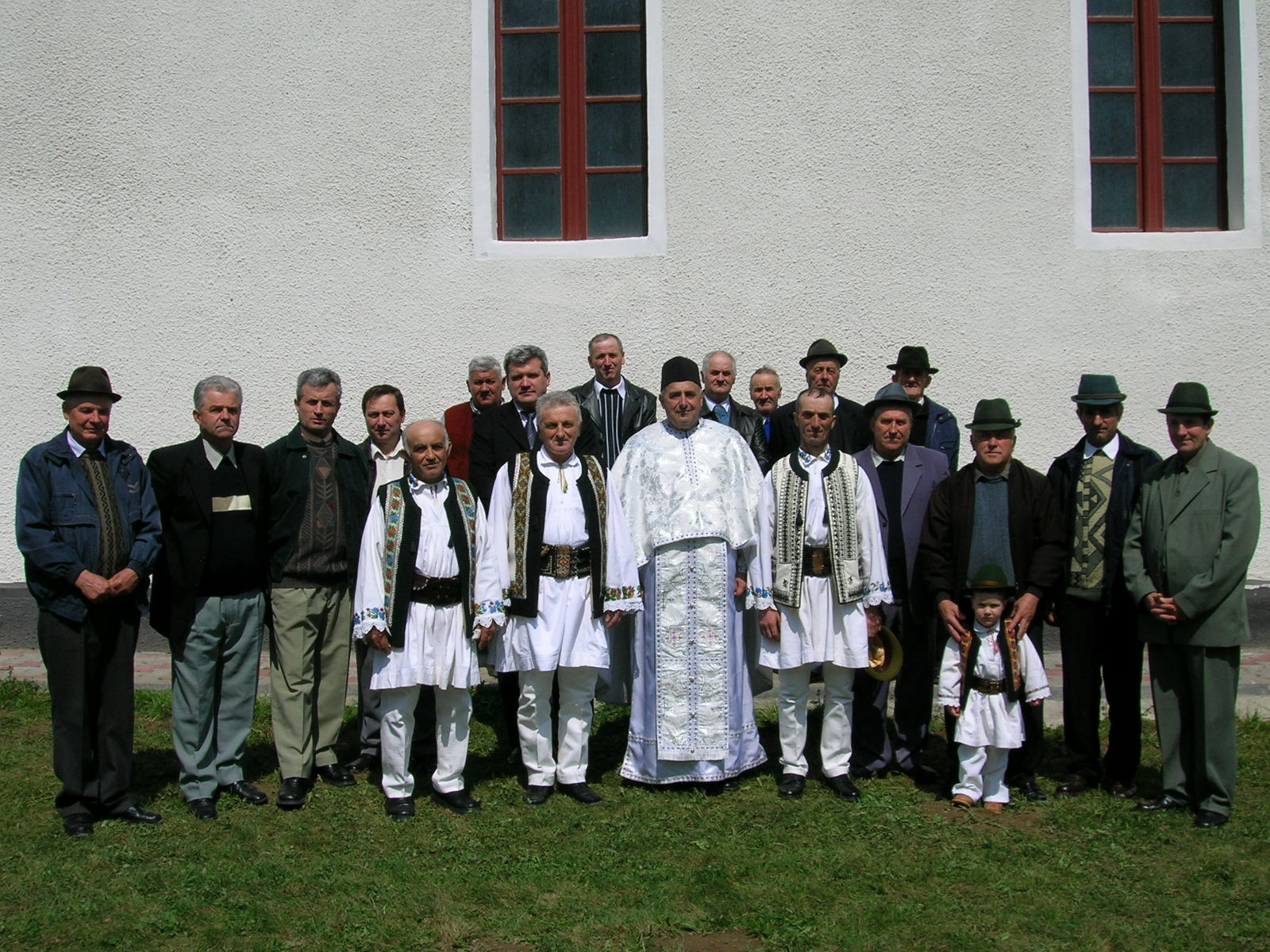
Pr. Mircea Suciu in mijlocul Consiliului Parohial - 2006.jpg

 După absolvirea liceului, a urmat cursurile Seminarului Teologic Special din Curtea de Argeș și cele ale Institutului Teologic Universitar din Sibiu, unde a obținut titlul de licențiat în teologie. S-a căsătorit în anul 1978 cu Maria Pop (fiica lui Simion si a Mariei) și a fost hirotonit în catedrala  din Cluj-Napoca la 25 iunie 1978, de episcopul Iustinian Chira, pe seama parohiei Feleac, protopopiatul Năsăud. A păstorit credincioșii din Feleac timp de 7 ani.
În aprilie 1985 Mircea Suciu s-a transferat în comuna natală, în urma pensionării preotului Leon Leonte. Prioritară în activitatea pastorală a fost menținerea moralității credincioșilor, în fața tentațiilor modernității și a celor de tip sectar. În acest scop s-a intensificat viața liturgică în parohie.
Pe plan administrativ, lucrarea care se impunea în 1985, era reparația capitală a casei parohiale. În 1988 au fost construite dependințele din curtea casei parohiale.

După revoluția din 1989, preotul paroh predă Religia la Școala Generală nr. 1, din ianuarie 1990 până în 2005, și la Școala nr. 2, din 1990 până în 1997. 

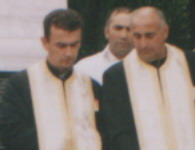
Preotii Ioan Mugurel Urian si Mircea Suciu - august 2003.jpg

La 7 iunie 1992, Irineu Bistrițeanul, Episcop Vicar al Arhiepiscopiei Vadului, Feleacului și Clujului, a săvârșit Sfânta Liturghie în Leșu. Preotul Mircea Suciu a primit distincția de iconom.
Parohia Leșu a fost deseori în postura de donator de material lemnos pentru locașuri de cult aflate în construcție, din protopopiatul Năsăud, și pentru diverse așezăminte monahale transilvănene. O relație de durată s-a stabilit cu mănăstirile de la Parva și IlvaMare.
Ideea construirii unei noi biserici ortodoxe în partea de sus a satului a fost una din prioritățile programului administrativ, după 1989. Au fost făcute demersuri pentru obținerea unui teren potrivit pentru amplasarea noii biserici. Abia în 1994, prin donația familiei Dănilă și Maria Zăgrean, s-a obținut un teren în Gura Ierboșelei. Lucrările au demarat în primăvara aceluiași an și până în noiembrie biserica a fost acoperită cu tablă. Lemnul necesar construcției a fost obținut prin donații, iar locuitorii comunei au contribuit și financiar. Preotul Suciu a coordonat construcția noii biserici, până în faza tencuirii.
La cererea parohului, Arhiepiscopia Vadului Feleacului și Clujului, dispune numirea preotului Ioan Mugurel Urian în Parohia Leșu II, nou înființată. 

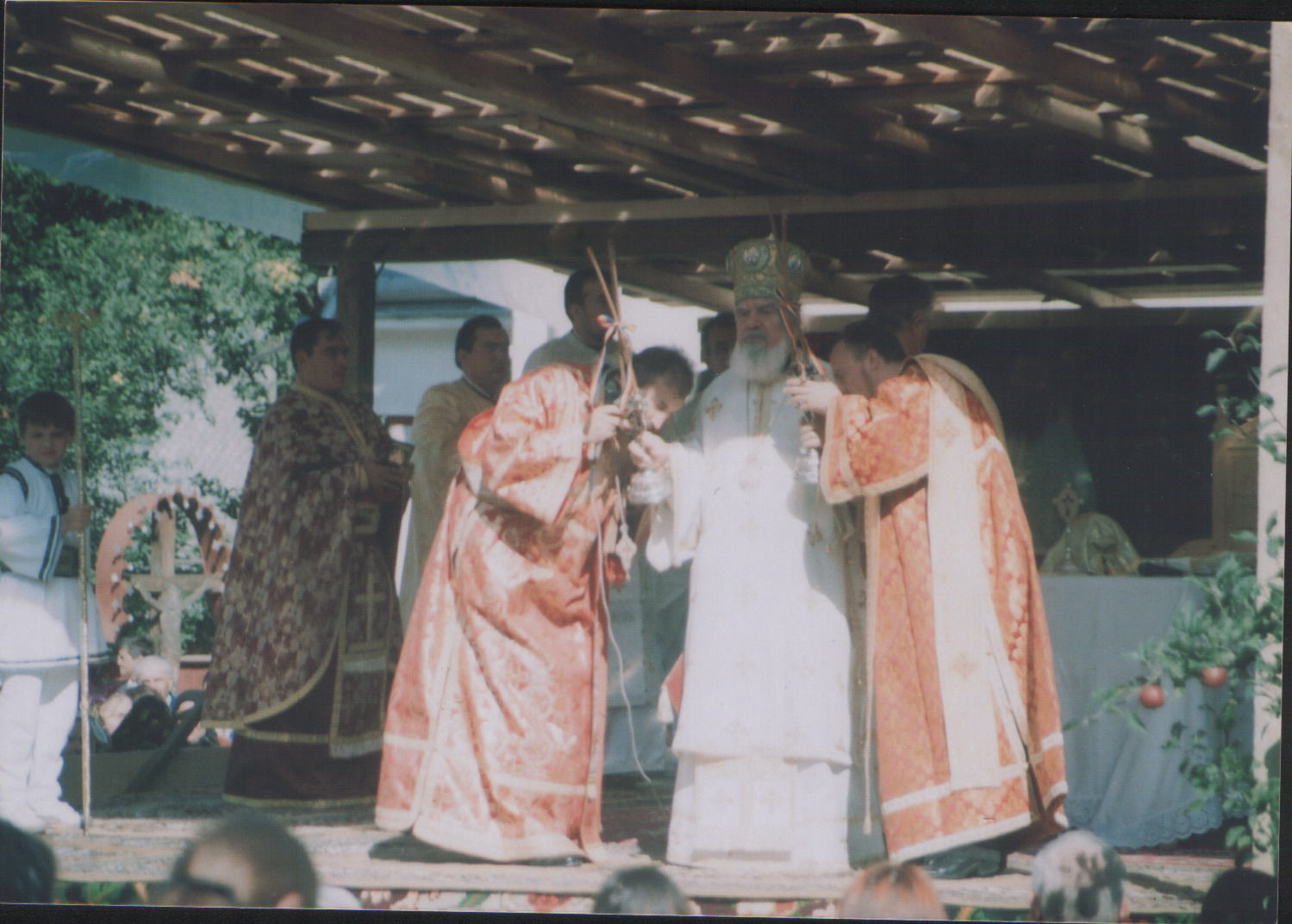
Inalt Prea Sfintitul Arhiepiscop Bartolomeu binecuvântând - Lesu, 07.09.2003

Părintele Ioan Mugurel Urian (n. 1973), originar din Gherla, căsătorit cu Lia Rozalia, este licențiat al Facultății de Teologie Ortodoxă din Cluj-Napoca. Începând cu data de 15 octombrie 1997 slujește alături de preotul Mircea Suciu la biserica Sfinții Cosma și Damian, din centru. La data de 1 ianuarie 1999, părintele Urian a săvârșit prima liturghie în biserica Sfântul Ioan Botezătorul.
La această dată are loc separarea administrativă a celor două parohii ortodoxe din Leșu, teritoriul lor fiind delimitat de pârâul Blidarului. Sub îndrumarea părintelui Urian sunt continuate lucrările la noua biserică. Pictura este realizată acum de pictorii Emil Nicula din Cluj și Indolean Horea din Gherla, cheltuielile fiind suportate de credincioșii ortodocși din ambele parohii.
În anul 1999 au fost realizate, conduse de preotul Ioan Mugurel Urian, ample lucrări la cea de a doua casă parohială din comună, pe terenul donat de Mihăilă și Leontina Borgovan. La 25 iunie 2000, a vut loc sfințirea noii biserici, cu hramul Sfântul Ioan Botezătorul, de către episcopul Irineu Bistrițeanul, eveniment la care au participat peste douăzeci de preoți slujitori și un mare număr de credincioși din Leșu si comunele învecinate. Preotul Ioan Mugurel Urian a primit distincția de iconom, iar preotul Mircea Suciu, cea de iconom stavrofor.
În anul 2002, la 26 octombrie a fost sfințită biserica greco-catolică din Lunca Leșului, de către episcopul Florentin al Clujului.

La biserica Sfinții Cosma și Damian, în anul 1999, s-a edificat pridvorul. În primăvara anului 2001, s-a renunțat la învelișul de tablă al turnului, care a fost tencuit, și i-au fost înlocuite ferestrele. În același an a fost revopsit acoperișul din tablă al bisericii.

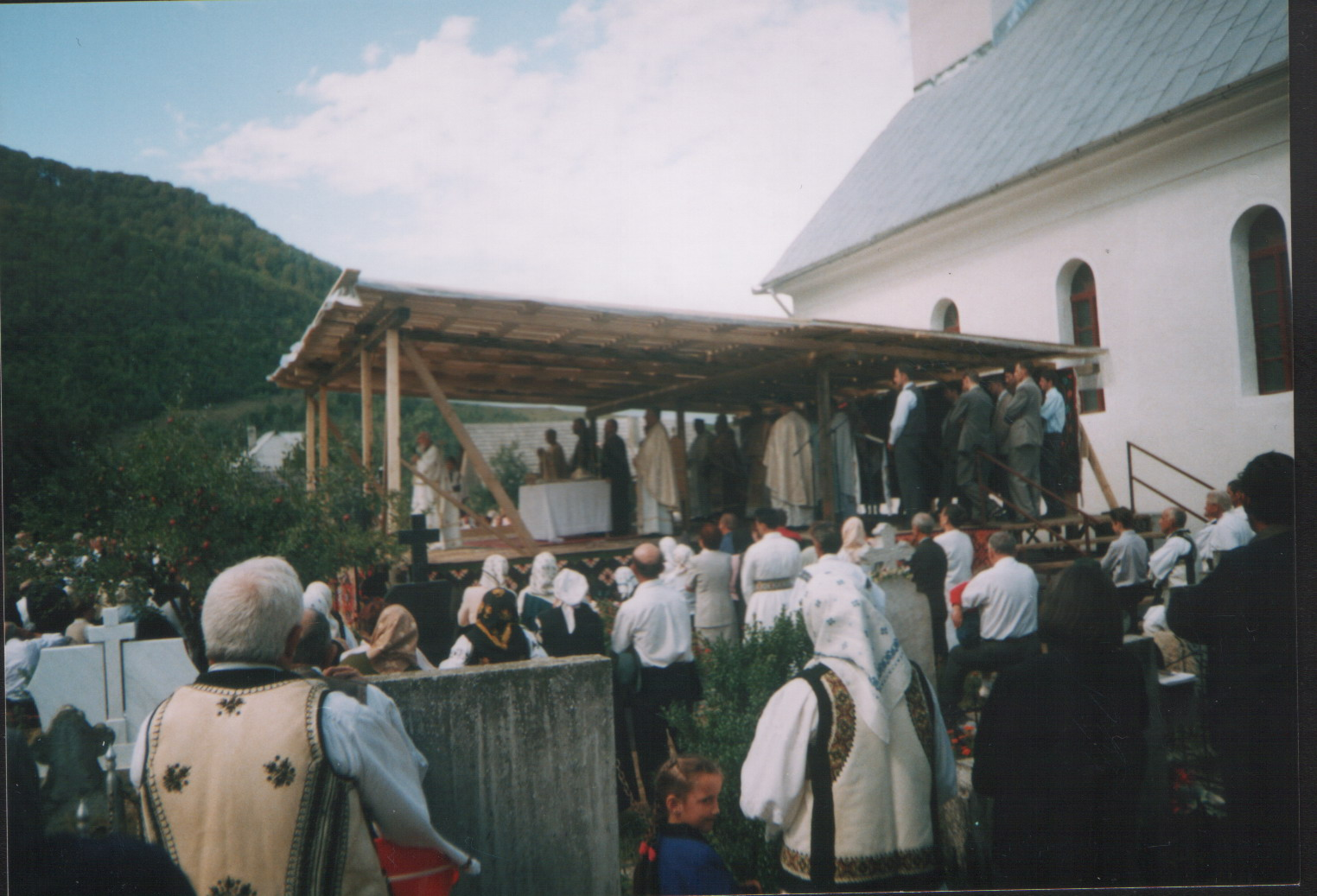
Arhiepiscopul Bartolomeu Anania predicând la Leșu (2003)

Consiliul parohial prezidat de preotul Mircea Suciu a decis în primăvara anului 2002 inițierea unui amplu program de reparație capitală a bisericii "Sfinții Cosma și Damian" și de amenajare a împrejurimilor locașului de cult. Prin donațiile credincioșilor și cu sprijinul Consiliului local și al primarului Nicolae Lupșan a fost refăcută tencuiala în exterior; s-au înlocuit ferestrele și ușa bisericii; a fost amenajat un trotuar pavat de acces cu suprafața de 300 de metri pătrați; a fost demolat zidul de piatră care împrejmuia biserica pe un perimetru de 500 de metri și care data din secolul al XIX-lea, dar nu mai putea fi recondiționat, fiind înlocuit cu gard de fier, pe un fundament de beton; în biserică: a fost repictat interiorul de către pictorul Horea Indolean din Gherla, s-a schimbat pardoseala, cu scândură nouă și gresie, au fost așezate în biserică scaune noi, s-a asigurat pentru prima dată încălzirea Bisericii prin instalarea unei centrale termice, pe bază de combustibil lemnos, a fost instalat un policandru nou, din bronz, și au fost cumpărate covoare noi, pentru toată biserica.
În activitatea sa preotul Mircea Suciu, a fost permanent sprijinit de Consiliul parohial. În fruntea consiliului, pe toată perioada păstoririi sale (după ce prim-curatorul Simion A. Pop s-a retras) s-a aflat prim-curatorul Grigore Mălai, nepot de frate al pr. prof. dr. Titus Mălai. La noua biserică părintele Ioan Mugurel Urian este sprijinit de Consiliul parohial, prim-curator fiind Bâgiu E. Emil. 
La început de toamnă 2003 comuna Leșu a sărbătorit 400 de ani de atestare documentară. Biserica Sfinții Cosma și Damian (hram pe care îl purta deja vechea biserică a leșenilor  din secolul al XVII-lea), la 150 de ani de la zidire, îmbrăcată în haină nouă, a fost resfințită de Bartolomeu Anania, la 7 septembrie 2003.

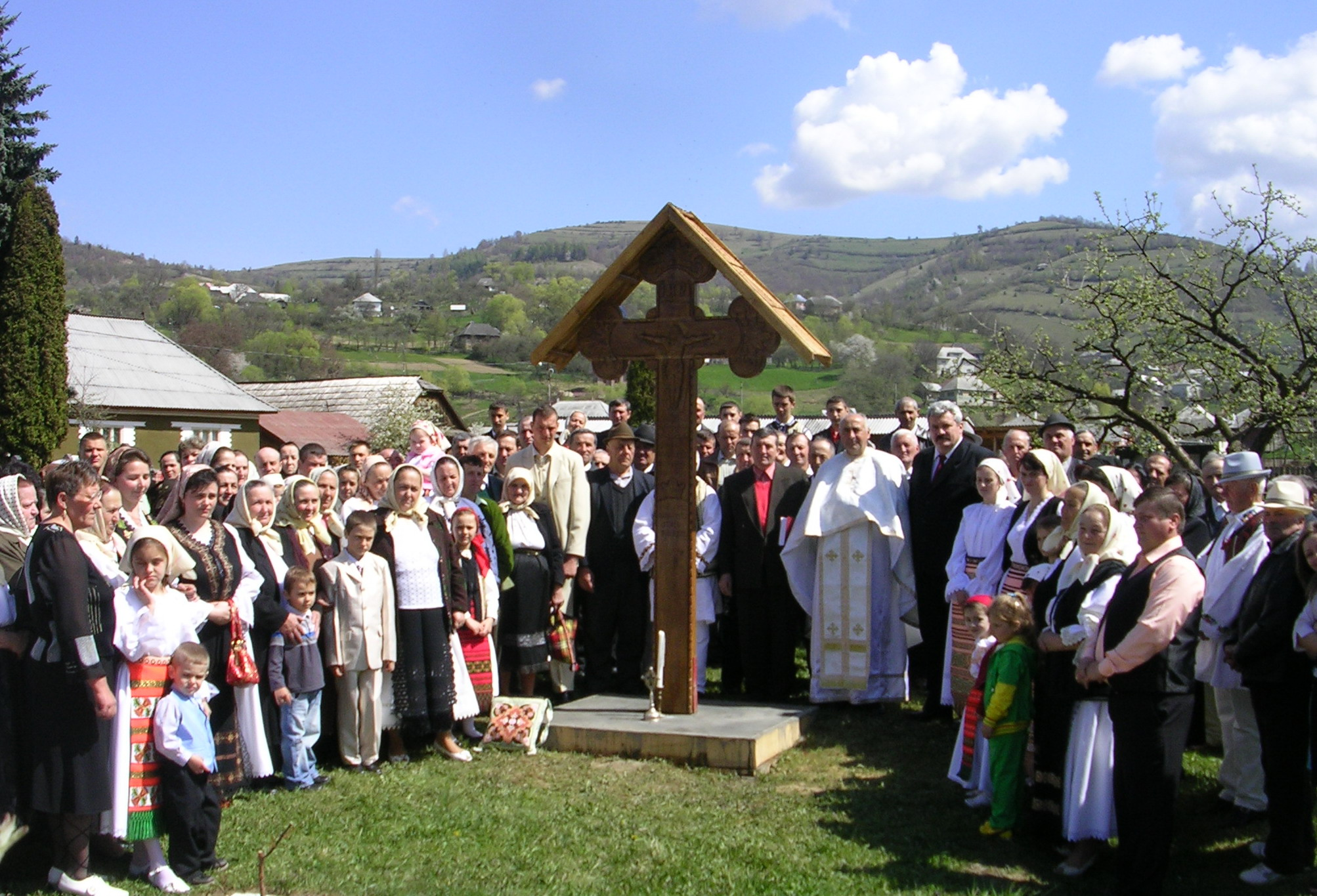
Aprilie 2009 - sfintirea troitei donate de familia doamnei Marioara Precup

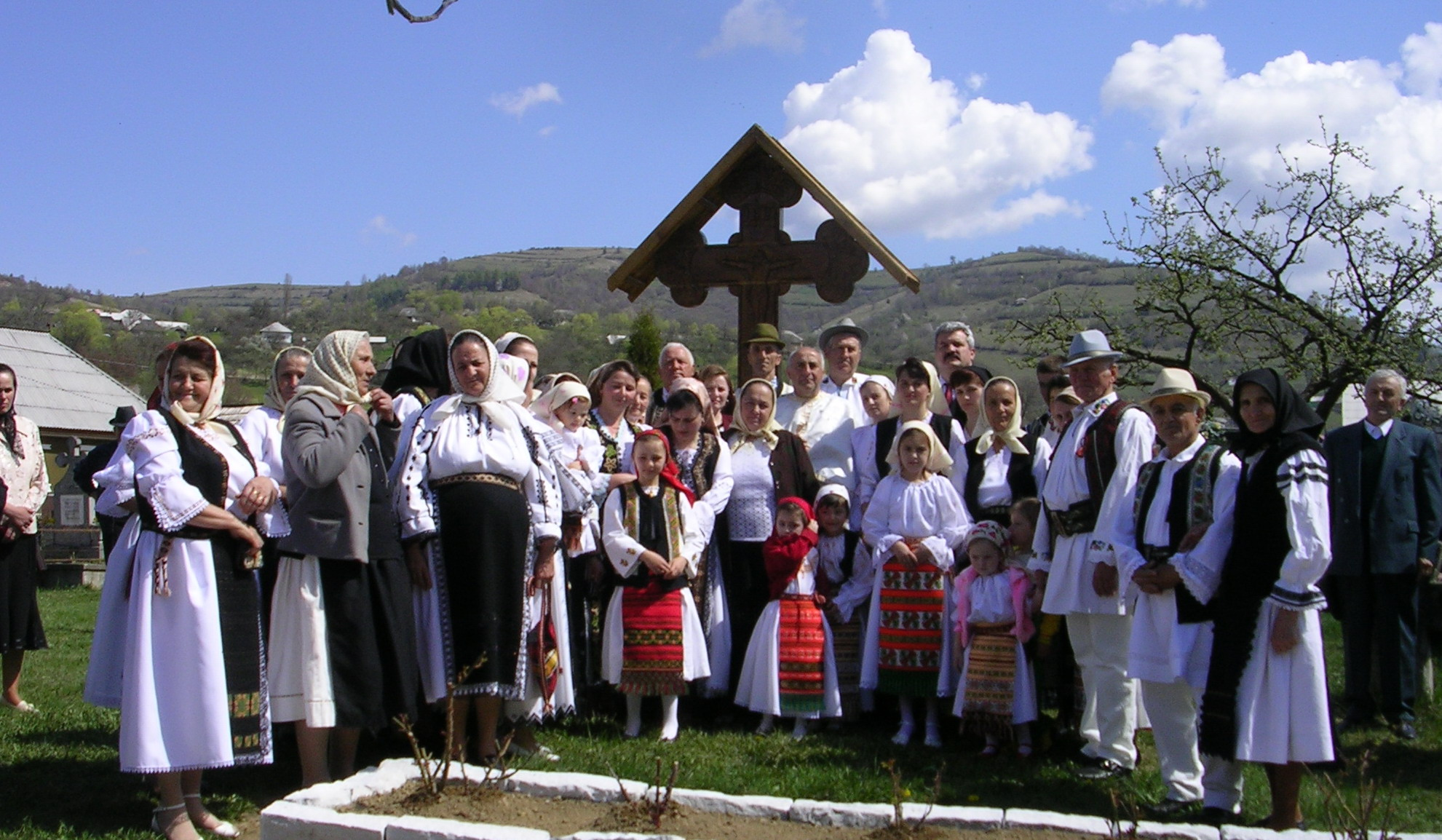
a doua zi de Pasti - aprilie 2009